# Parijs-Tours 1928
De 23ste editie van Parijs-Tours  werd verreden op zondag 22 april 1928. De wedstrijd had een lengte van 253 kilometer, startte in Parijs en eindigde in Tours. 
De Belg Denis Verschueren won de sprint van tien anderen.

## Uitslag
| Plaats  | Naam              | Ploeg            | Tijd     |
| ------- | ----------------- | ---------------- | -------- |
| Winnaar | Denis Verschueren | JB Louvet-Wolber | 7u16'53" |
| 2       | Charles Pélissier | Dilecta-Wolber   | z.t.     |
| 3       | Marius Gallotini  | Alléluia-Wolber  | z.t.     |
| 4       | Achille Souchard  |                  | z.t.     |
| 5       | Georges Cuvelier  |                  | z.t.     |
| 6       | Joseph Dervaes    |                  | z.t.     |
| 7       | Jef Wauters       |                  | z.t.     |
| 8       | Charles Meunier   | JB Louvet-Wolber | z.t.     |
| 9       | Nicolas Frantz    | Alcyon-Dunlop    | z.t.     |
| 10      | Marcel Bidot      | Alléluia-Wolber  | z.t.     |

1896 · 
1897 · 
1898 · 
1899 · 
1900 · 
1901 · 
1902 · 
1903 · 
1904 · 
1905 · 
1906 · 
1907 · 
1908 · 
1909 · 
1910 · 
1911 · 
1912 · 
1913 · 
1914 · 
1915 · 
1916 · 
1917 · 
1918 · 
1919 · 
1920 · 
1921 · 
1922 · 
1923 · 
1924 · 
1925 · 
1926 · 
1927 · 
1928 · 
1929 · 
1930 · 
1931 · 
1932 · 
1933 · 
1934 · 
1935 · 
1936 · 
1937 · 
1938 · 
1939 · 
1940 · 
1941 · 
1942 · 
1943 · 
1944 · 
1945 · 
1946 · 
1947 · 
1948 · 
1949 · 
1950 · 
1951 · 
1952 · 
1953 · 
1954 · 
1955 · 
1956 · 
1957 · 
1958 · 
1959 · 
1960 · 
1961 · 
1962 · 
1963 · 
1964 · 
1965 · 
1966 · 
1967 · 
1968 · 
1969 · 
1970 · 
1971 · 
1972 · 
1973 · 
1974 · 
1975 · 
1976 · 
1977 · 
1978 · 
1979 · 
1980 · 
1981 · 
1982 · 
1983 · 
1984 · 
1985 · 
1986 · 
1987 · 
1988 · 
1989 · 
1990 · 
1991 · 
1992 · 
1993 · 
1994 · 
1995 · 
1996 · 
1997 · 
1998 · 
1999 · 
2000 · 
2001 · 
2002 · 
2003 · 
2004 · 
2005 · 
2006 · 
2007 · 
2008 · 
2009 · 
2010 · 
2011 · 
2012 · 
2013 · 
2014 · 
2015 · 
2016 · 
2017 · 
2018 · 
2019 ·
2020 ·
2021 ·
2022 ·
2023 ·
2024 ·
2025